# Oculus Touch

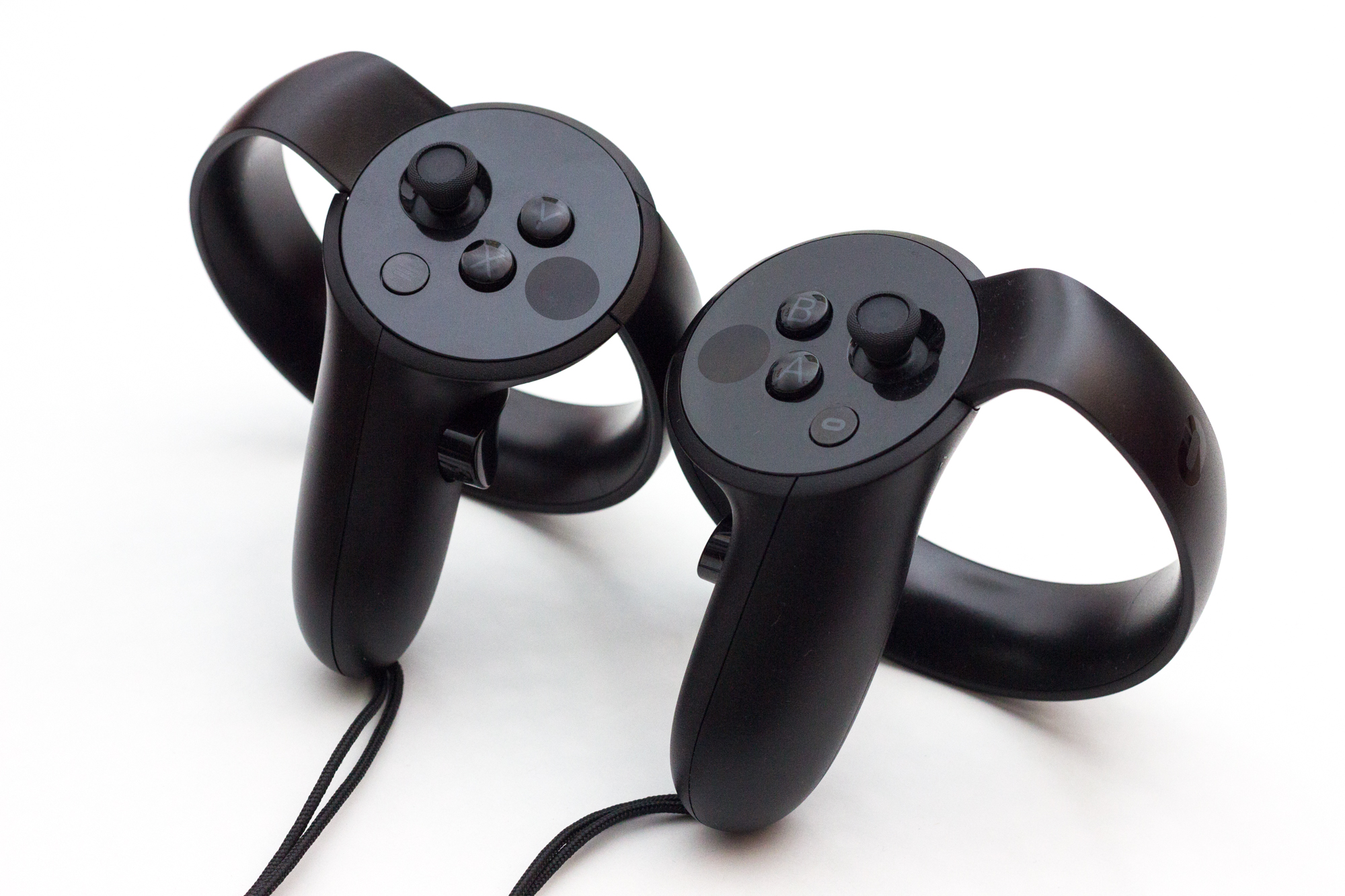
Manettes Oculus Touch

Oculus Touch est une famille de manette à détection de mouvement utilisée par les casques oculus tel que l'Oculus Rift, Rift S, Quest et Quest 2. Trois versions du contrôleur ont été développées.

## Matériel
L'oculus Touch se compose de deux manettes ayant chacun un stick analogique, trois boutons et deux gâchettes. Il dispose aussi d'un système pour détecter les mouvements des doigts de l'utilisateur tout en tenant les manettes. L'anneau de chaque contrôleur contient un ensemble de LED infrarouges, ce qui permet aux contrôleurs d'être entièrement suivis dans l'espace 3D par le système de suivi de mouvement de l'Oculus Rift, leur permettant d'être représentés dans l'environnement virtuel. Chaque contrôleur comporte la technologie de retour haptique et est alimenté par une seule pile alcaline AA.

## Histoire

### 1reversion
La première version de l'Oculus Touch a été révélée le 11 juin 2015 avec un prototype appelé Half Moon. Le prototype utilisait la même technologie de suivi LED infrarouge que l'Oculus Rift et comprenait des capteurs orientés vers l'intérieur qui pouvaient détecter les gestes de la main.
Depuis que l'Oculus Rift a été initialement livré sans manette, l'Oculus Touch a d'abord été lancé en tant qu'accessoire autonome pour l'Oculus Rift. Les précommandes d'Oculus Touch ont commencé le 10 octobre 2016. L'appareil est finalement sorti le 6 décembre 2016. Cet ensemble autonome comprenait un capteur supplémentaire, pour accompagner celui inclus avec la première version de l'Oculus Rift. Plus tard, en août 2017, le pack standard de l'Oculus Rift a été modifié, les deux manettes ainsi que le deuxième capteur furent intégrés.

### 2eversion
Une deuxième version du contrôleur a été commercialisé en mars 2019, incluse avec l'Oculus Rift S et l'Oculus Quest. La modification la plus importante est que, maintenant conçu pour fonctionner avec le suivi intérieur-extérieur, les anneaux infrarouges des contrôleurs ont été déplacés vers la partie supérieure de l'appareil, pour assurer leur visibilité depuis les caméras de suivi du casque.

### 3eversion
Une troisième version a été incluse avec l'Oculus Quest 2. Le design est similaire à la version précédent, mais avec une couleur blanche et une durée de vie de la batterie améliorée. Le contrôleur a été critiqué pour être moins précis que la version précédente.